# شچیگری
شهر شچیگری (به روسی: Щигры) در کشور روسیه و در اوبلاست کورسک واقع شده‌است.